# Roiate
Roiate ist eine italienische Gemeinde in der Metropolitanstadt Rom in der Region Latium mit 634 Einwohnern (Stand 31. Dezember 2023). Sie liegt 61 km östlich von Rom.

## Geographie
Roiate liegt in den Monti Affilani am Westabhang des Monte Scalambra. Es ist Mitglied der Comunità Montana Valle dell’Aniene.

## Bevölkerung
| 1871 | 1901 | 1921 | 1951 | 1971 | 1991 | 2001 |
| ---- | ---- | ---- | ---- | ---- | ---- | ---- |
| 855  | 983  | 980  | 1181 | 942  | 840  | 798  |

## Politik
Antonio Proietti wurde am 1. Juni 2015 zum Bürgermeister bestimmt. 